# Cosmoscarta egens
Cosmoscarta egens är en insektsart som först beskrevs av Walker 1858.  Cosmoscarta egens ingår i släktet Cosmoscarta och familjen spottstritar. Inga underarter finns listade i Catalogue of Life.